# Pietra di re Doniert

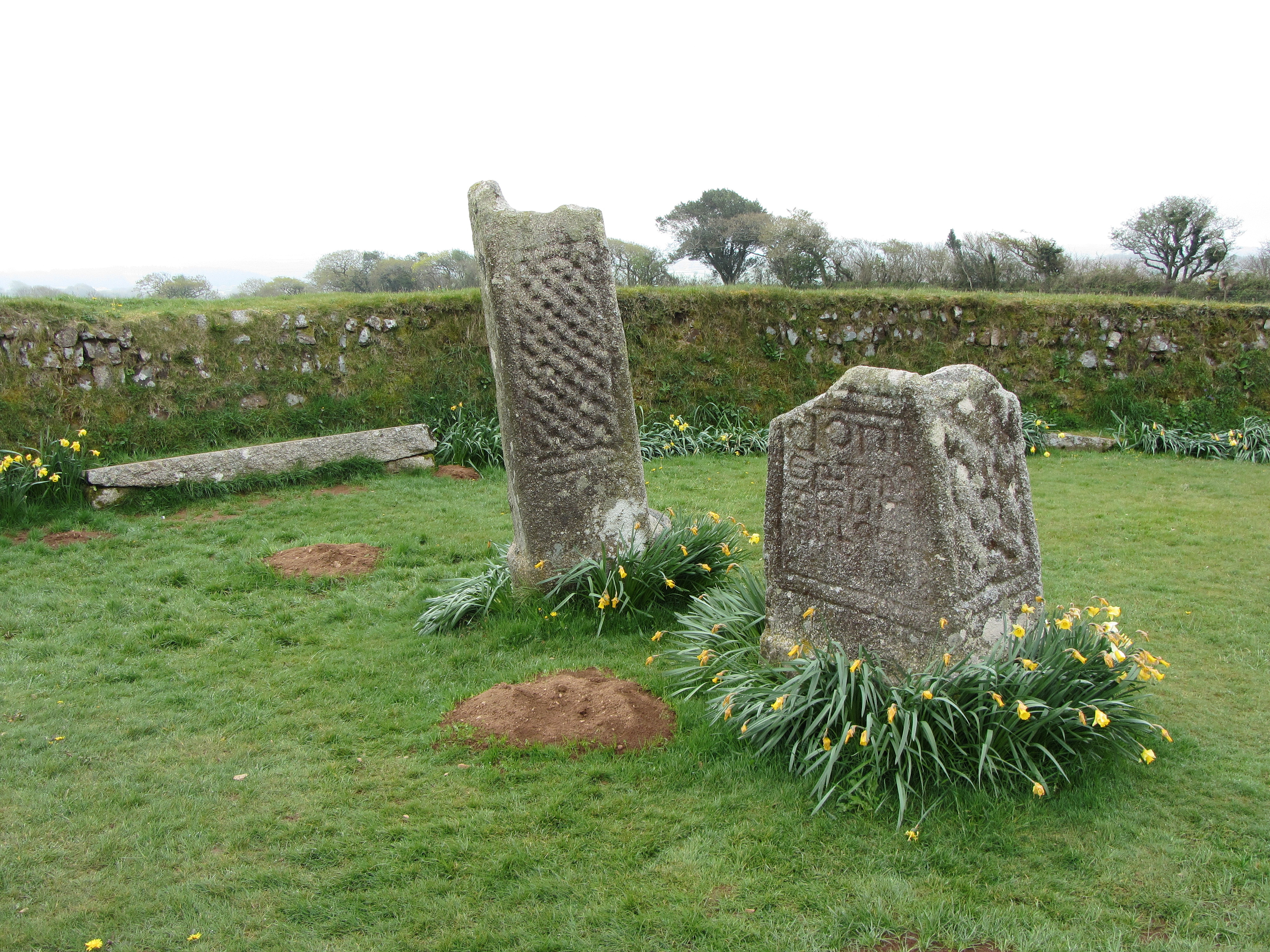
Veduta del sito

La pietra di re Doniert (in inglese King Doniert's Stone; in lingua cornica: Menkov Donyerth Ruw) è un monumento di epoca medievale della cittadina inglese di St Cleer, in Cornovaglia (Inghilterra sud-occidentale), costituito da due pietre o da due frammenti della stessa pietra ed eretto nel IX secolo in onore del re di Dumnonia Donyarth o Dungarth (in latino: Doniert).  Si tratta dell'unica croce in pietra dell'epoca rinvenuta in Cornovaglia, oltre all'unica pietra intitolata a un re cornico di cui si abbia notizia.

## Storia
Re Doniert, a cui è dedicato il monumento, era il figlio del re cornico Caraduc e sarebbe morto annegato in mare intorno all'anno 875.
Le due pietre (o i due frammenti) che compongono il monumento vennero descritte e raffigurate nel 1650 da John Norden nella sua opera Description of Cornwall.
Le due pietre vennero spostate dalla loro collocazione originale nel 1849. In origine, si ergevano sopra una camera sepolcrale della lunghezza di 8 metri.
Ulteriori descrizioni e raffigurazioni delle due pietre vennero in seguito fornite da John Thomas Blight nell'opera Ancient Crosses and other Antiquities in the East of Cornwall, pubblicata a Londra nel 1858, e da Arthur Langdon nell'opera Old Cornish Crosses, pubblicata a Truro nel 1896.

## Descrizione
Il sito si erge nella brughiera di Bodmin, lungo la strada tra St Cleer e Redgate, nei pressi di monumenti megalitich quali Trethevy Quoit e The Hurlers, e si affaccia sul fiume Fowey. Le due pietre sono state realizzate in granito estratto in Cornovaglia.
La cosiddetta "pietra di Doniert", che si trova più a nord dell'altra, ha un'altezza di 1,37 metri ed è decorata su tre lati, mentre nel quarto lato è presente un'iscrizione in latino. L'iscrizione è un invito a pregare per l'anima di re Doniert: doniert rogavit pro anima.
L'altro frammento, noto come "l'altra metà", è il più alto delle due e misura 2,1 metri. Secondo l'antiquario William Borlase, la pietra reca questo nome in quanto ne sarebbe andata persa la parte superiore che recava probabilmente una croce, ma ciò non allude necessariamente al fatto che si tratti di un'altra parte della vera e propria "pietra di Doniert".